# ジョージ・バーリング
ジョージ・フレデリック・“バズ”・バーリング（George Frederick "Buzz" Beurling、1921年12月6日 - 1948年5月28日）はイギリス空軍（RAF）、後にはカナダ空軍で活躍したカナダ人で、第二次世界大戦中のエース・パイロットだった軍人。最終階級は大尉。RAF認識番号は128707（1267053-NCO）。激戦となったマルタ島での防空戦で活躍した。酒も煙草もやらず、人とうち解けない性格であったため、「スクリューボール（奇人・変人）」とあだ名された。

## 経歴
1921年12月6日、カナダのモントリオールでスウェーデン系の父とイギリス系の母との間に生まれた。飛ぶことに憧れカナダ空軍への入隊を希望するが、学歴の問題から入隊できず、別途飛行ライセンスを取得した。
1939年に始まった冬戦争ではフィンランド空軍への入隊を試みるが、父親の反対により断念している。その後イギリスに渡りRAFへ入隊しようとするが書類の不備のため、一旦カナダに戻りその後スコットランドに渡った。結局RAFに入隊できたのは翌1940年9月のことであった。入隊後およそ1年の飛行訓練を経て、まずRCAFの第403飛行隊に配属された。その後第41飛行隊に軍曹として配属され5月1日にはフランス海岸沖でFw190を撃墜した。
人並みはずれた視力を持つバーリングは、機銃の射程外から敵の位置を予測して撃つ偏差射撃を編み出し、撃墜数を重ねていった。しかし、敵機を見つけると編隊から離れて単機で勝手に空戦し、僚機の責務を果たさなかった。たとえスコアを挙げても規律違反であれば、評価は著しく低くなる。だが彼はそんな周りの声には無頓着で、ひたすら自らの空中射撃の理論を実践することに夢中だった。
他の31名のパイロットと共にセイリエント作戦（Operation Salient）に参加したバーリングは、空母イーグルを発艦、マルタ島に到着した（1942年6月9日）。マルタ島では第249飛行隊に配属されていたが、この時点ではまだ軍曹であった。
マルタ島での空戦は、彼の一匹狼的なスタイルに適していた。ここでも彼は、ドイツ軍機やイタリア軍機を相手に暴れまわり、7月中に14機の撃墜スコアをあげた。この時の未確認撃墜をめぐって、後に発見された敵機体からバーリングのスコアであると公認されようとしたとき、彼は「自分はエンジンにも当てた。エンジンに弾痕がないなら自分の撃墜したものではない。」と頑なに公認を拒んだ。さらに、この月の戦果によって少尉に任官されることになったが、「思い切り空戦に集中したいから下士官のままでいたい」とこれも拒否。結局、上官は強制的に彼を昇進させてしまった。
同年10月14日、敵機に撃墜されて負傷したが、それまでに挙げたマルタでのスコアは23機に達し、マルタのトップ・エースとなっていた。
療養の後カナダに戻った彼は、同国空軍から大尉として第403飛行隊に迎え入れられた。皮肉にもかつて入隊を拒絶された軍から、今度は厚遇されることになったのである。1943年春に同部隊とともにヨーロッパ戦線に出撃したが、同年末にスコア1機を重ねただけで彼の空戦歴は終わった。合計は31機である。
1944年春、イギリス空軍は彼を第一線から退かせ、キャットフォッスの高等射撃学校の教官を勤めさせた。その教導は熱心であったが、偏屈さと行儀の悪さは変わらなかった。この年の7月、新たに学校長になったアドルフ・マランから素行の悪さをとがめられ、「空中射撃にルールがあるように、ここにもルールがある」と一喝されるというエピソードを残している。結局RAFの厳格さになじめなかった彼は、カナダ空軍に帰国させられる。しかし、ここでも厄介者扱いされて1944年10月には退役処分にさせられてしまった。
戦後は、民間航空に勤め、私生活では一度は結婚したもののうまくいかず間もなく離婚した。居場所の無くなった彼は新天地を求めて建国したばかりのイスラエルへ渡り、1948年5月14日に同国空軍へ入隊した。しかしそれからわずか2週間後の同月28日、ローマから軽輸送機をイスラエルに空輸する飛行に飛び立ったが、途中でエンジントラブルが起こり、機体は失速して墜落、彼は孤独な死を迎えた。